# 馬代峰
46°13′59″N 8°28′07″E / 46.23306°N 8.46861°E
馬代峰（義大利語：Pizzo di Madéi），是歐洲的山峰，位於瑞士和意大利接壤的邊境，由皮埃蒙特大區和提契諾州負責管轄，屬於勒蓬廷阿爾卑斯山脈的一部分，海拔高度2,551米。

## 外部連結
- Pizzo di Madéi on Hikr （页面存档备份，存于）